# 伯恩斯米爾 (密蘇里州)
伯恩斯米爾（英語：Byrnes Mill）是位於美國密蘇里州傑佛遜縣的城市。

## 人口
根據2020年美國人口普查的數據，伯恩斯米爾的面積為13.63平方千米，當中陸地面積為13.32平方千米，而水域面積為0.31平方千米。當地共有人口3173人，而人口密度為每平方千米233人。